# Pennatomys nivalis
Pennatomys nivalis (пенатоміс сенткітський) — монотиповий вид гризунів роду Pennatomys з родини Хом'якові (Cricetidae).

## Морфологія
Був приблизно такого ж розміру, як пацюк чорний. 

## Проживання
Жив на островах Невіс, Сент-Кіттс і Сінт-Естатіус. Нічого не відомо про проживання чи екологію виду. Був зафіксований у численних доколумбових зооархеологічних розкопках, оскільки був одним з основних компонентів раціону індіанців.

## Загрози та охорона
Причина вимирання невідома. Тим не менш, виживання до Європейської історичної епохи припускає, що зникнення, можливо, було обумовлене полюванням на нього хижаків або конкуренцією з інвазивними ссавцями, ймовірно, чорним пацюком або мангустом.
| Панда | Це незавершена стаття з теріології. Ви можете допомогти проєкту, виправивши або дописавши її. |